# 完全終結
完全終結（英語：No Mercy），是世界摔角娛樂（WWE）每年一度的世界摔角娛樂付費收看節目（WWE Pay-Per-View）之一，通常於每年10月時舉行。第一屆的完全終結賽事是1996年5月16日在英國曼徹斯特舉辦。

## 外部連結
- 完全終結官方網站（页面存档备份，存于）